# Đulio Hrvatin-Peteh
Đulio Hrvatin-Peteh (Salakovci na Labinštini, 16. travnja 1910. – Salakovci, 18. studenoga 1983.), hrv. graditelj narodnih glazbala i glazbenik

## Životopis
Rođen u Salakovcima na Labinštini. Već je kao dječak izrađivao različite svirale, a poslije je, dobivši pouku od rođaka Ivana Hrvatina, započeo izrađivati mišnice. Čitav je radni vijek proveo službujući u Istarskim ugljenokopima, a nakon umirovljenja u svojoj se radionici u potpunosti posvetio izrađivanju volarica, mišnica i šurli od sušena drva busole i masline. Roženice nije nikada izrađivao. Svirao je na svim glazbalima koje je pravio, a muzicirao je i na velikoj sopeli, najčešće s Josipom Liculom Macarinom, Tonijem Franićem i Matom Martinčićem.